# Il manoscritto dell'imperatore
Il manoscritto dell'imperatore è un romanzo storico di Valeria Montaldi. Edito per la prima volta nel 2008 da Rizzoli, è il quarto romanzo dell'autrice.
Nel 2009 è uscito in edizione tascabile BUR.

## Edizioni
- Valeria Montaldi, Il manoscritto dell'imperatore, Best, Rizzoli, 2008,  p. 426, ISBN 978-88-17-01991-0.

- Valeria Montaldi, Il manoscritto dell'imperatore, BUR, 2009,  p. 426, ISBN 978-88-17-03566-8.

## Riconoscimenti
Nel 2009 il libro ha vinto il Premio Nazionale Rhegium Julii di Narrativa.